# Numerische Rating-Skala

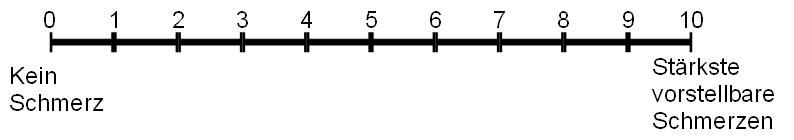
Eine numerische Rating-Skala für die Angabe der empfundenen Schmerzen, Werte von 0 (kein Schmerz) bis 10 (stärkste vorstellbare Schmerzen)

Numerische Rating-Skalen (NRS; englisch Numeric Rating Scale) sind eindimensionale metrische Skalen, mit deren Hilfe eine Intensität, etwa das Ausmaß von Schmerzen, anhand einer Zahlenfolge von zum Beispiel null (keine Intensität) bis 10 (stärkste Intensität) beurteilt werden kann.

## Beschreibung
Die empirischen Sozialwissenschaften bedienen sich NRS z. B. in Test- oder Befragungsverfahren. Abwandlungen davon sind beispielsweise Gesichtsskalen, die mit Smileys speziell Kindern die Schmerzbeurteilung erleichtern. Solche Rating-Skalen werden als symbolische Ratingskalen bezeichnet.
Mit dem Instrument NRS lässt sich die Schmerzqualität selbst nicht erfassen, das Ergebnis der Schmerzeinschätzung dient jedoch der Kontrolle und Beurteilung der Effektivität einer Schmerztherapie sowie deren Anpassung an die Bedürfnisse des Patienten. 
Eine ähnliche Möglichkeit zur subjektiven Schmerzerfassung (Algesimetrie, Dolorimetrie) stellt die Visuelle Analogskala (VAS) dar. Für stark kommunikationseingeschränkte Schmerzpatienten, beispielsweise schwer Demenzkranke, stehen beobachtende Schmerzskalen wie die ECPA-Schmerzskala zur Verfügung.